# Liparis reflexa
Liparis reflexa là một loài phong lan Australia thuộc chi Liparis

## Hình ảnh

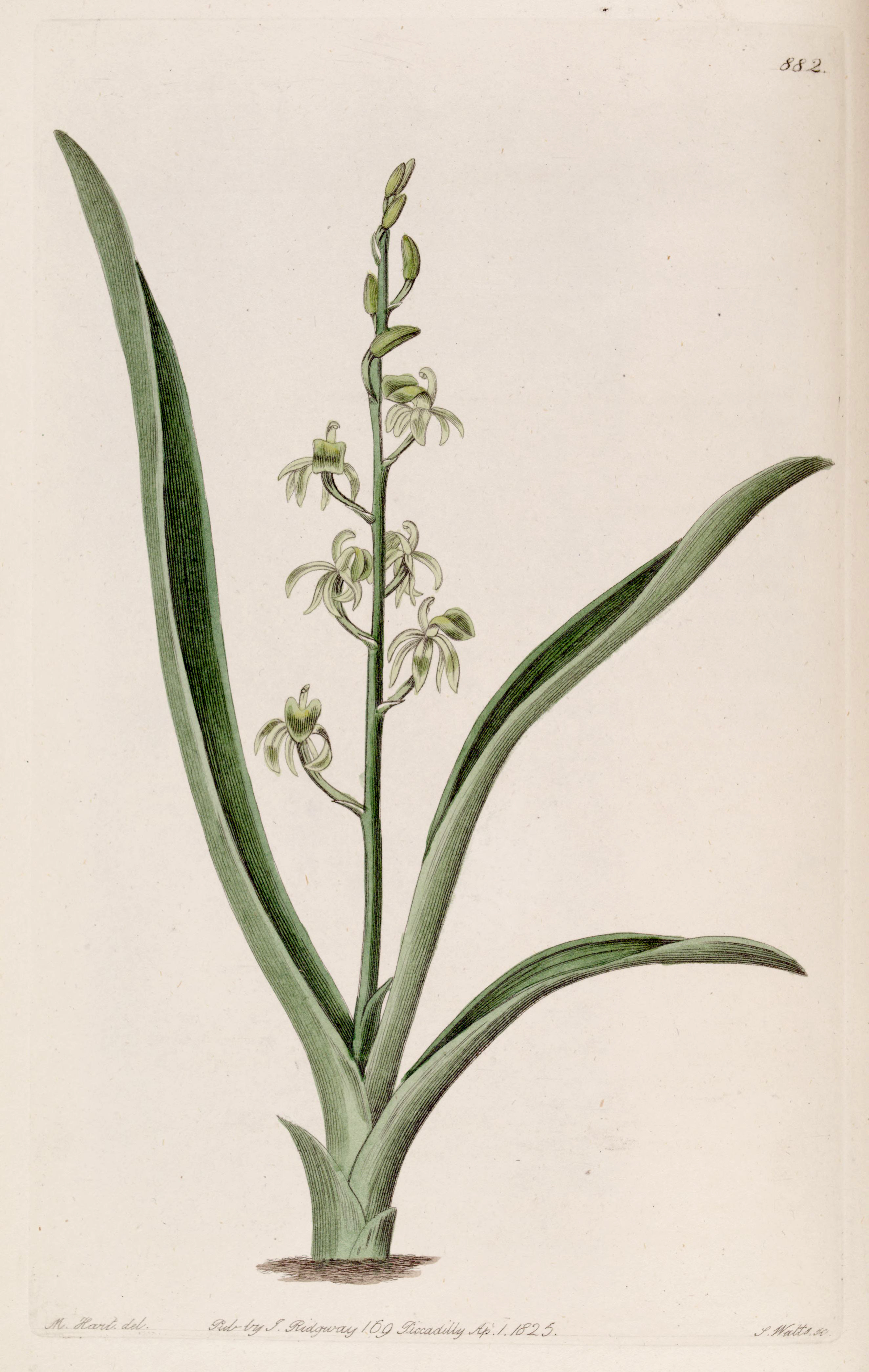
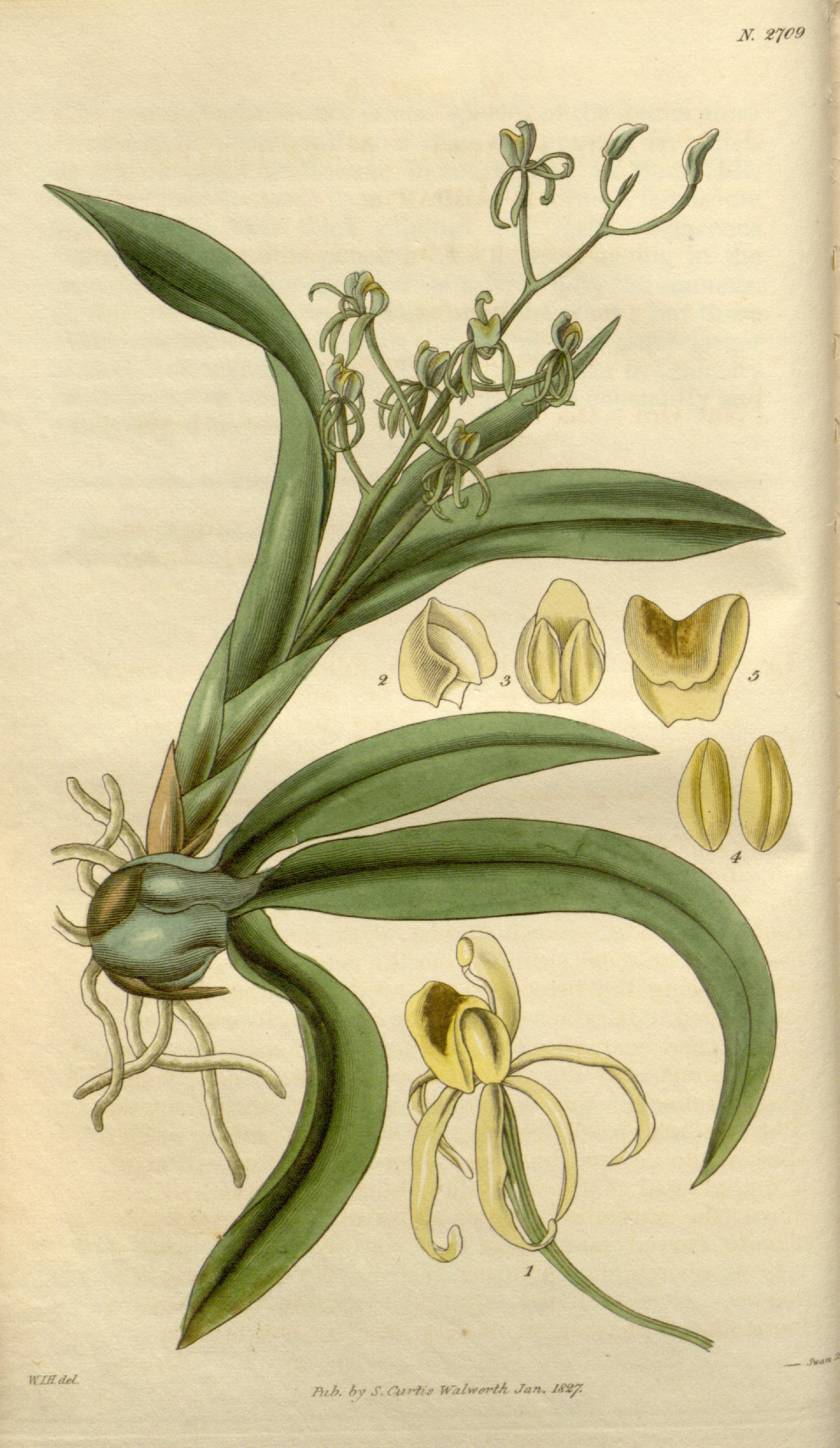